# Тюріна Галина Миколаївна
Галина Миколаївна Тюріна (19 липня 1938, Москва, СРСР — 21 липня 1970, Полярний Урал) — радянська математикиня, фахівчиня з алгебричної геометрії, кандидатка фізико-математичних наук, учениця І. Р. Шафаревича.

## Життєпис
Закінчила механіко-математичний факультет МДУ. Учениця І. Р. Шафаревича.
Старша сестра математика А. М. Тюріна. Була одним з помічників і охоронців архіву письменника О. І. Солженіцина.
Трагічно загинула під час туристичного байдаркового походу на річці Лонгот'єган (Полярний Урал).

## Наукові інтереси
Основні праці в галузі комплексної алгебричної геометрії (класифікація алгебричних многовидів, теорія особливих точок алгебричних многовидів і аналітичних поверхонь, K3-поверхні).
Іменем Г. М. Тюріної названо одне з основних понять теорії деформацій — резольвента Тюріної . Вона вперше побудувала ефективні версальні деформації для неповних перетинів (ростків комплексних просторів); рукопис, що містить розроблену нею конструкцію формальної версальної деформації для будь-якого ростка з єдиною особливою точкою, залишилася неопублікованою. За словами В. І. Арнольда, Г. М. Тюріна вперше застосувала «трансцендентні», топологічні методи до дослідження особливих точок гіперповерхонь.
1969 року Г. М. Тюріна знайшла розмірність бази напівуніверсальної деформації особливої точки гіперповерхні, яка була названа числом Тюріної.

## Наукові праці
- Алгебраические поверхности / Под ред. И. Р. Шафаревича. — Труды МИАН. — Т. 75. — М. : Наука, 1965. — 215 с. (в соавторстве).
- Абсолютная изолированность рациональных особенностей и тройные рациональные точки // Функциональный анализ и его приложения. — 1968. — Т. 2, вип. 4. — С. 70—81.
- О топологических свойствах изолированных особенностей комплексных пространств коразмерности один // Известия Академии наук СССР. Сер. математическая. — 1968. — Т. 32, № 3. — С. 605—620.
- О жесткости рационально стягиваемых кривых на поверхности // Известия Академии наук СССР. Сер. математическая. — 1968. — Т. 32, № 4. — С. 943—970.
- Локально полууниверсальные плоские деформации изолированных особенностей комплексных пространств // Известия Академии наук СССР. Сер. математическая. — 1969. — Т. 33, № 5. — С. 1026—1058.
- Разрешение особенностей плоских деформаций двойных рациональных точек // Функциональный анализ и его приложения. — 1970. — Т. 4, вип. 1. — С. 77—83.

## Родина
- Брат — Андрій Миколайович Тюрін, математик.
- Чоловік — Дмитро Борисович Фукс[ru], математик[9]